# 張力 (崇禎進士)
張力（？—？），號遡汾，河南彰德府安陽縣籍山西臨汾人，明朝政治人物。

## 生平
天啓七年（1627年）丁卯科河南鄉試第二十一名舉人，崇禎十年（1637年），登丁丑科會試第六十九名，廷試三甲二百十八名进士。户部观政，十三年授莱州府推官，十五年山東同考，十六年拾遺去職。

## 家族
曾祖张旺，祖张景祥，父张道〔生员〕。